# Poro, re delle Indie
Poro, re delle Indie è un'opera di Georg Friedrich Händel.
Il libretto è tratto da Alessandro nell'Indie (1729) scritto da Pietro Metastasio per Leonardo Vinci ed è ripreso da un autore anonimo.
La prima rappresentazione andò in scena al His Majesty's Theatre di Londra il 13 febbraio 1731, la seconda versione il 23 dicembre successivo e la terza versione l'8 dicembre 1736 con Gioacchino Conti come protagonista e Domenico Annibali come Gandarte nello stesso teatro.
Nel 2003 avviene la prima in concerto all'Edinburgh International Festival diretta da Emmanuelle Haïm.

## Storia delle esecuzioni

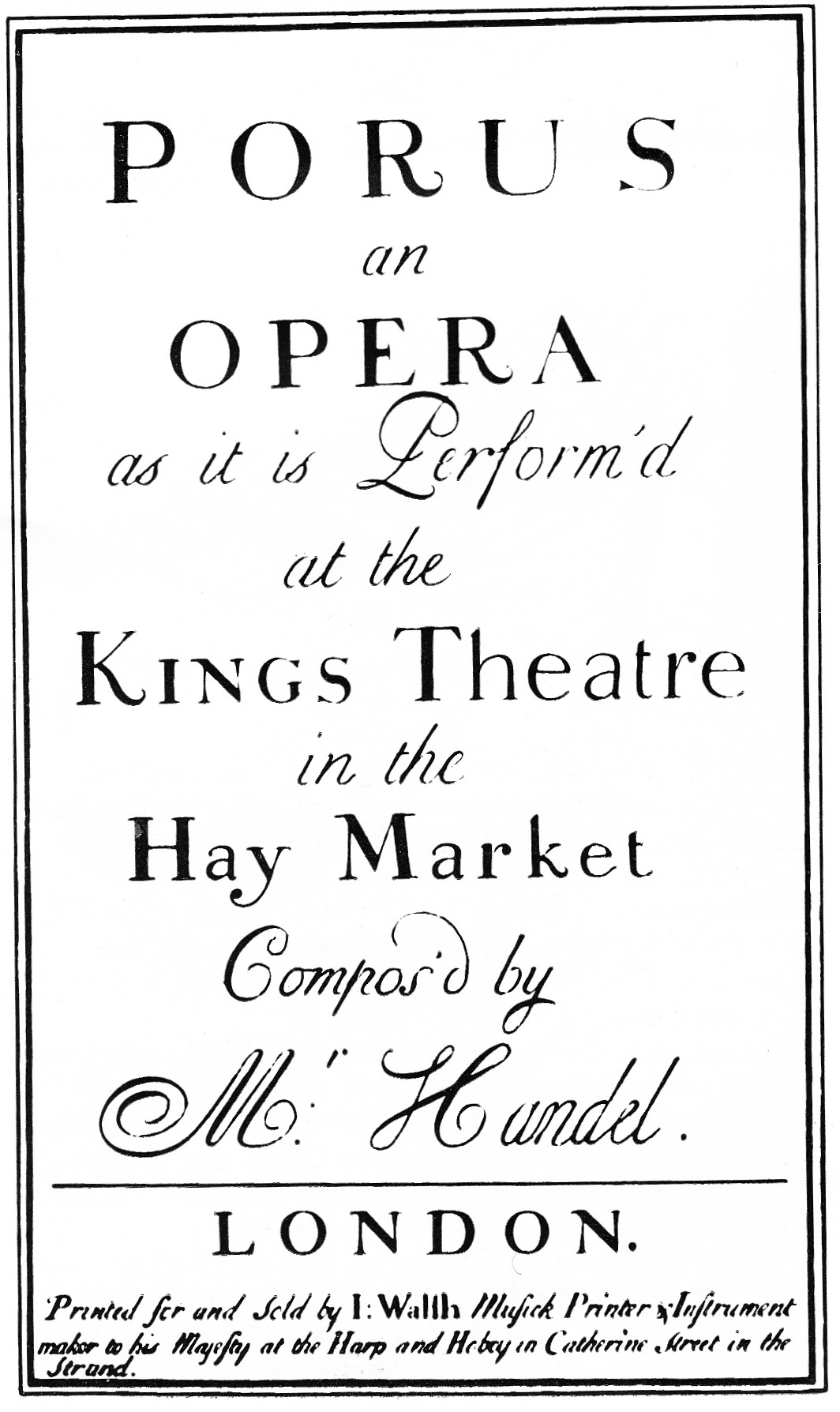
Poro Titolo del libretto

La prima dell'opera fu data al King's Theatre di Londra il 2 febbraio 1731 e il 15, poi ancora in altre occasioni. Una serie di 16 repliche era un marchio di successo per il momento come lo è il fatto che il lavoro fu ripreso il 23 dicembre 1731 e di nuovo in una forma riveduta l'8 dicembre 1736. È stato anche dato ad Amburgo e Brunswick. 
La prima esecuzione moderna, anche questa a Brunswick, è stata nel 1928. La prima esecuzione nel Regno Unito dai tempi di Händel è stata nel 1966 a Abingdon. Come per tutte le opere serie del barocco, Poro non è stato mai più rappresentato per molti anni, ma con la ripresa di interesse per musica barocca ed il concetto di esecuzione storicamente consapevole, a partire dagli anni 1960, Poro, come tutte le opere di Händel, riceve spettacoli in festival e teatri d'opera di in tutto il mondo. Tra le altre esecuzioni, Poro è andato in scena, in forma di concerto, all'Opéra Garnier di Montecarlo, Festival de Beaune e all'Opéra de Lyon nel 1994 (Europa Galante, dir. F. Biondi), all'Opéra de Nice e al Capitole de Toulouse (Ensemble Baroque de Nice, dir. G. Bezzina) e poi al Festival Internazionale Händel di Gottinga nel 2006 e il Festival Händel di Londra nel 2007.

## Personaggi e interpreti
| personaggio                      | tipologia vocale      | Cast della prima, 2 febbraio 1731 (Conductor: George Frideric Händel) |
| -------------------------------- | --------------------- | --------------------------------------------------------------------- |
| Poro, re indiano                 | contralto castrato    | Senesino                                                              |
| Cleofide, amante di Poro         | soprano               | Anna Maria Strada                                                     |
| Erissena, sorella di Poro        | contralto             | Antonia Merighi                                                       |
| Gandarte, amante di Erissena     | contralto en travesti | Francesca Bertolli                                                    |
| Alessandro, re di Macedonia      | tenore                | Annibale Pio Fabri 'Balino'                                           |
| Timagene, generale di Alessandro | basso                 | Giuseppe Commano                                                      |